# Space Adventures
La Space Adventures, Ltd. è un'impresa di turismo spaziale che propone viaggi nello spazio ai privati cittadini.
Ad oggi è l'unica compagnia che invia persone nello spazio.
Fu fondata nel 1998 da Eric C. Anderson insieme ad altri imprenditori del settore aerospaziale.
Space Adventures è coinvolta nello sviluppo di due spazioporti commerciali, lo Spazioporto Ras Al Khaimah negli Emirati Arabi Uniti e lo Spazioporto di Singapore a Singapore.

## Turisti spaziali
- Dennis Tito
- Mark Shuttleworth
- Gregory Olsen
- Anousheh Ansari
- Charles Simonyi
- Richard Garriott
- Guy Laliberté